# Hrabstwo Wise (Teksas)

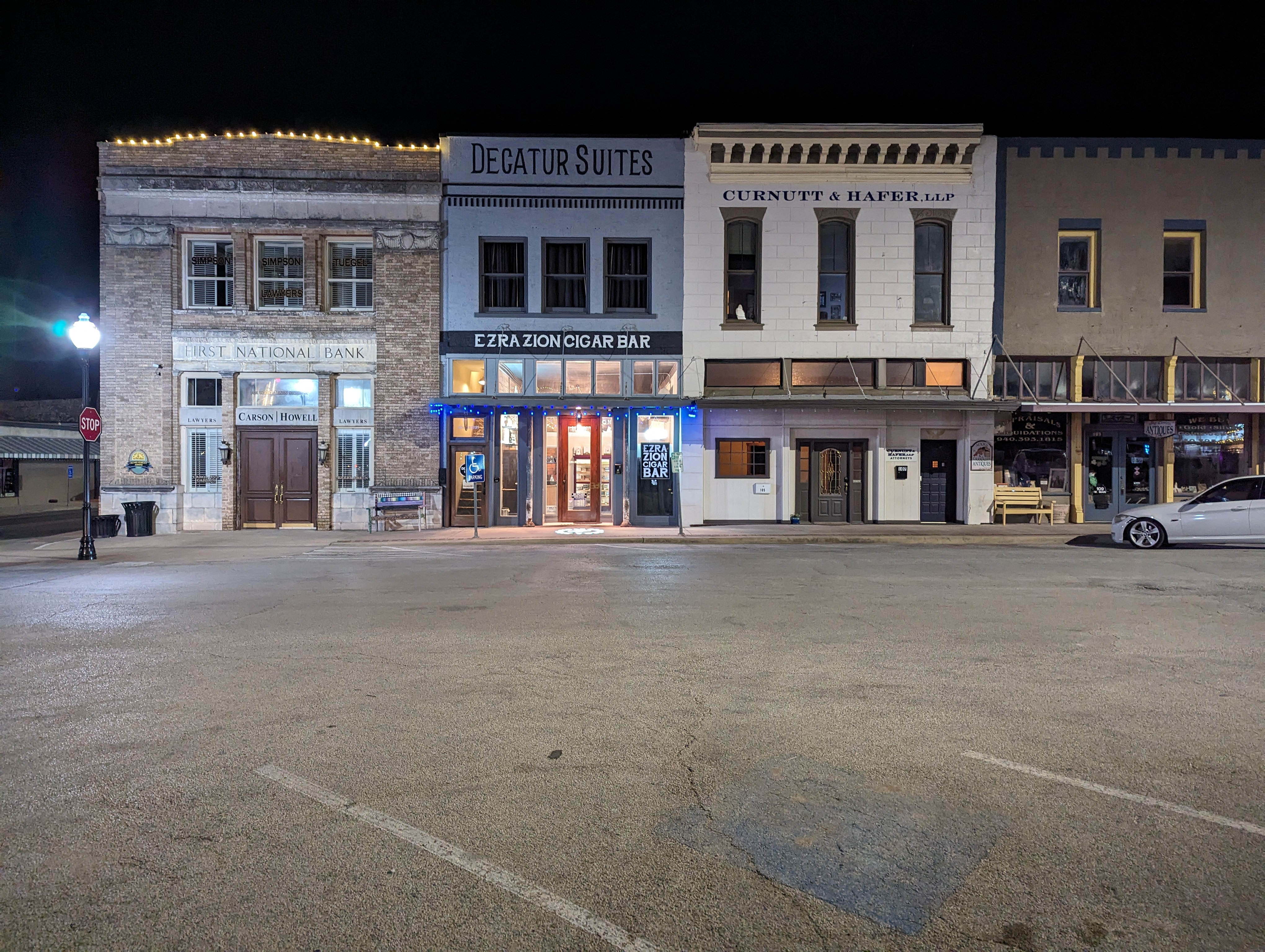
Decatur w 2024

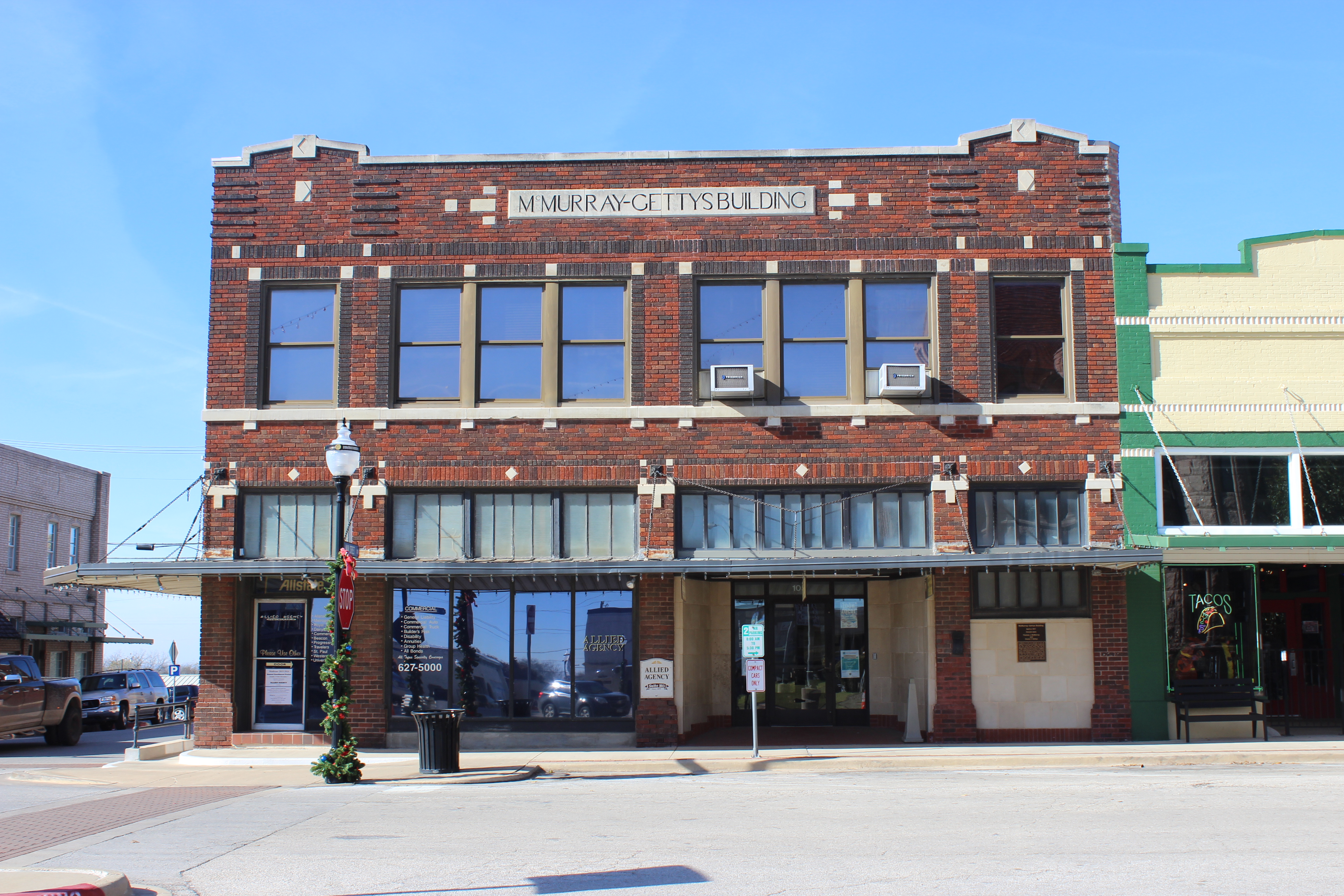
Decatur w 2015

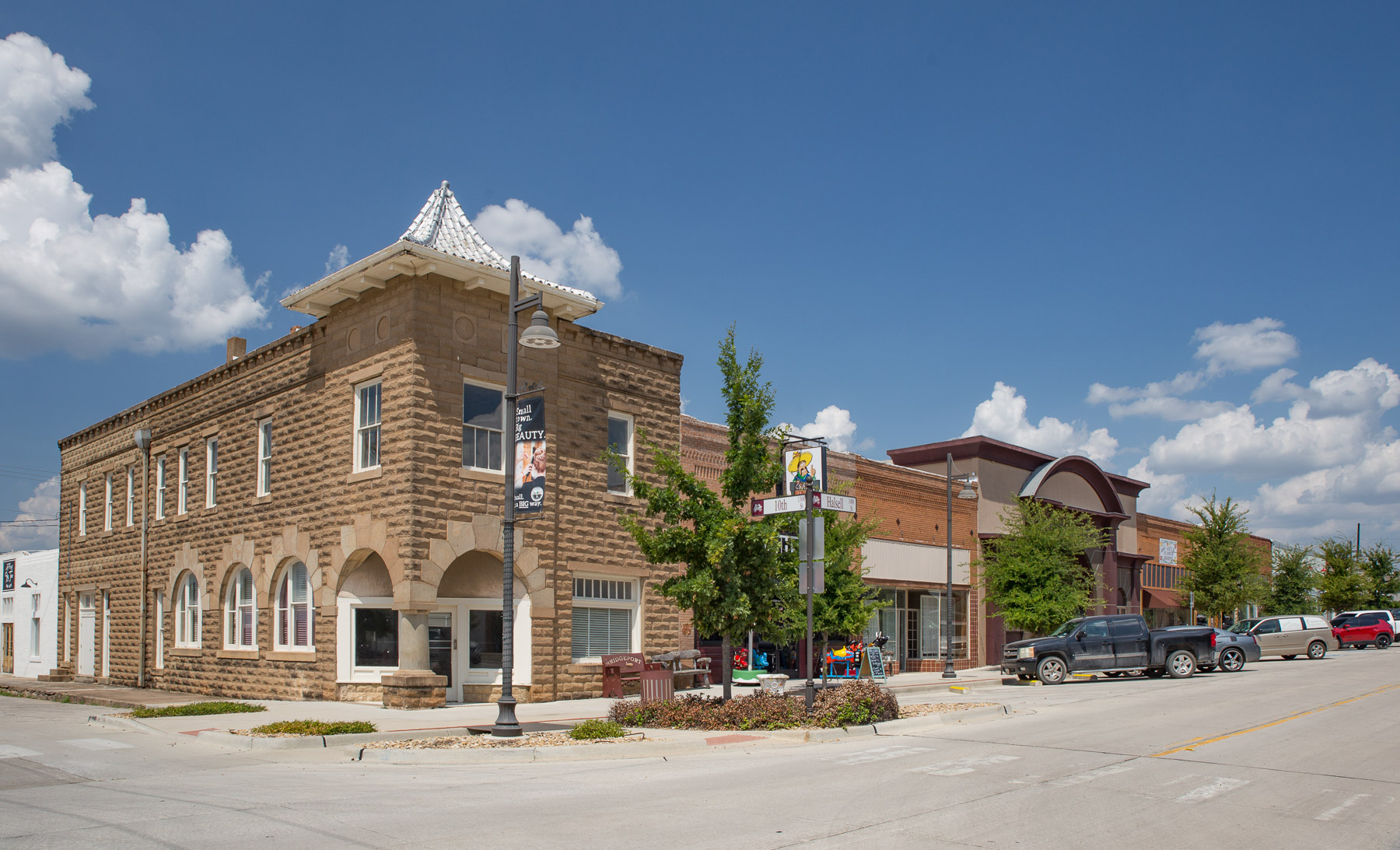
Bridgeport w 2021

Hrabstwo Wise – hrabstwo położone w USA, w stanie Teksas. Siedzibą hrabstwa i największym miastem jest Decatur. Hrabstwo znajduje się w północno–zachodnim rogu obszaru metropolitalnego Dallas. Według danych z 2023 roku liczy 78,1 tys. mieszkańców.
Utworzone w 1856 r. i nazwane na cześć Henry’ego Wise, kongresmena z Wirginii, który popierał aneksję Teksasu.

## Gospodarka
Średni dochód gospodarstwa domowego (dane z 2022) w hrabstwie wynosi 85 385 dolarów, zaś dochód na mieszkańca 36 614 dolarów. 8,2% mieszkańców żyje poniżej relatywnej granicy ubóstwa.
- wydobycie gazu ziemnego (16. miejsce w stanie[2])
- hodowla koni (23. miejsce), zwierząt egzotycznych (Harmony Ranch Alpacas, LLC), kóz, trzody chlewnej, drobiu, bydła i owiec[3]
- uprawa darni i warzyw[3][4]
- produkcja siana[3]
- sadownictwo (gł. orzechy pekan)[3]
- akwakultura[4]
- przemysł mleczny[3].

## Sąsiednie hrabstwa
- Montague – północ
- Cooke – północny wschód
- Denton – wschód
- Tarrant – południowy zachód
- Parker – południe
- Jack – zachód

## Miejscowości
- Alvord
- Aurora
- Boyd
- Bridgeport
- Chico
- Decatur
- Lake Bridgeport
- New Fairview
- Newark
- Paradise
- Rhome
- Runaway Bay

## Demografia
W latach 2010–2020 populacja hrabstwa wzrosła o 16,1% do 68,6 tys. mieszkańców. Według danych pięcioletnich z 2022 roku, 86,3% mieszkańców stanowili biali (74,6% nie licząc Latynosów), 20,4% Latynosi, 1,4% czarni lub Afroamerykanie, 5,9% było rasy mieszanej, 0,8% stanowiła rdzenna ludność Ameryki, 0,6% miało pochodzenie azjatyckie i 0,08% pochodziło z wysp Pacyfiku.
Do największych grup należały osoby pochodzenia: meksykańskiego (18%), angielskiego (11,3%), niemieckiego (11%), irlandzkiego (8,5%), „amerykańskiego” (5,8%), oraz szkockiego, walijskiego i innego brytyjskiego (łącznie 3,2%).

## Religia
Według danych spisowych z 2020 roku, religijność hrabstwa zdominowana jest przez wspólnoty protestanckie (gł. baptystyczne, ewangelikalne bezdenominacyjne, metodystyczne i inne ewangelikalne). 5 tys. osób (7,2% mieszkańców) deklaruje członkostwo w Kościele katolickim. Inne grupy mają mniej niż 1000 wyznawców i są to głównie: świadkowie Jehowy (0,93%) i mormoni (0,72%).